# Ana Vidović
Ana Vidović (Karlovac, 8 novembre 1980) è una chitarrista croata.

## Biografia
Iniziò a suonare la chitarra classica all'età di cinque anni, ispirata dal fratello Viktor. Anche suo padre era un chitarrista, ma suonava la chitarra elettrica. Ana cominciò ad esibirsi all'età di 7 anni e a 11 anni si esibiva già in concerti internazionali. All'età di 13 anni divenne la più giovane studentessa della prestigiosa National Musical Academy in Zagabria, dove studiò col Professor Istvan Romer. Inoltre studiò all'Università di Zagabria.
La reputazione di Vidović in Europa le portò un invito a studiare con Manuel Barrueco al Peabody Conservatory di Baltimora. Da allora vive negli Stati Uniti, dove lavora anche come insegnante privata.

## Riconoscimenti
Ana Vidović ha vinto numerosi premi in competizioni internazionali in tutto il mondo. Tra questi, il primo premio nella Competizione Internazionale "Albert Augustine" a Bath, in Inghilterra, il concorso Fernando Sor a Roma e il concorso Francisco Tárrega a Benicasim, in Spagna.

## Discografia
CD
- Ana Vidovic, Croatia Records, 1994
- Ana Vidovic - Gitara, Croatia Records, 1996
- Guitar Recital, Naxos Laureate Series, 1998
- The Croatian Prodigy, BGS, 1999
- Ana Vidovic Live!, Croatia Records, 2001
- Federico Moreno Torroba Guitar Music Vol. 1, Naxos, 2007

Video
- Ana Vidovic-Guitar Virtuoso: A Live Performance and Interview! Mel Bay Prod., 2006